# Left to My Own Devices
«Left to My Own Devices» es una canción grabada por el dúo británico Pet Shop Boys, lanzada como segundo sencillo de su tercer álbum de estudio, Introspective. También fue la primera canción del álbum. Ocupa el noveno lugar entre sus éxitos más vendidos.
A este sencillo le fue mejor que al principal del álbum, «Domino Dancing», ubicándose tres posiciones más alto en el UK Singles Chart, en el número 4. Se convirtió en el primer tema que los Pet Shop Boys grabaron con una orquesta, arreglada por Richard Niles. Desde su lanzamiento se ha convertido en un tema fundamental de los recitales en vivo de los Pet Shop Boys.

## Antecedentes y composición
Neil Tennant (quien escribió la letra, como en la mayoría de las otras canciones de los Pet Shop Boys) explicó el significado del tema:
"Esta persona va por la vida haciendo siempre lo que quería hacer. Me atrajo la idea de escribir una canción pop realmente  alegre sobre ser dejado solo. Esta canción es un día en la vida de alguien, por lo que comienza con levantarse de la cama, hablar por teléfono, tomar té y todo lo demás; y termina con volver a casa. A esta altura yo estaba haciendo letras muy exageradas, aunque escribir un libro y subir a un escenario eran dos cosas que había querido hacer cuando era joven."[cita requerida]
Al igual que los otros temas de Introspective, este tiene una versión más larga en el álbum, y cuando se lanzó como sencillo fue acortado para que fuera más apto para la radio. Esto se debió principalmente a que en ese momento los Pet Shop Boys querían ser diferentes a cualquier otro artista. Esto está confirmado en el cuadernillo que acompaña la reedición de Introspective de 2001, donde ambos, Tennant y Lowe, afirman:
"Habíamos sido muy disciplinados haciendo sencillos pop de cuatro minutos, con la excepción de «It's a Sin», que dura cinco minutos. La idea era tener un álbum donde cada tema fuera un single."
[cita requerida]

## Video musical
El video musical, dirigido por el director de los Pet Shop Boys de toda la vida, Eric Watson, consiste principalmente en Tennant y Lowe bailando sobre un piso de vidrio invisible, con el ángulo de la cámara apuntando hacia arriba. A ellos se les suman varios acróbatas que también se ven desde el mismo ángulo de cámara. En cierto punto también se ven globos. MTV desistió de exhibir el video debido a su baja iluminación.
[cita requerida]

## Lista de temas
- 7": Parlophone / R 6198 (UK)

A. "Left to My Own Devices" – 4:43
B. "The Sound of the Atom Splitting" (Extended version) – 5:13
- 12": Parlophone / 12R 6198 (UK)

A. "Left to My Own Devices" (Disco Mix) – 11:28
B1. "Left to My Own Devices" – 4:43
B2. "The Sound of the Atom Splitting" – 3:37
- CD: Parlophone / CDR 6198 (UK)

1. "Left to My Own Devices" – 4:43
2. "Left to My Own Devices" (Disco Mix) – 11:28
3. "The Sound of the Atom Splitting" – 3:37